# Élise Leboucher
Élise Leboucher, née le 9 octobre 1982 à Ernée, est une femme politique française. Elle est élue députée de la 4e circonscription de la Sarthe à l'issue des élections législatives de 2022 avant d'être réélue le 7 juillet à la suite du second tour des élections législatives anticipées de 2024 causées par la dissolution de l'Assemblée nationale le 9 juin 2024.

## Biographie
Élise Leboucher habite Le Mans depuis 2002, et exerce depuis 2006 le métier d'éducatrice spécialisée en pédopsychiatrie, dans un Établissement Public de Santé Mentale (EPSM) à Allonnes,. Elle rejoint la CGT (Confédération générale du travail) en 2007. Elle y a été durant plusieurs années, élue représentante syndicale au sein du CHSCT (Comité d'hygiène, de sécurité et des conditions de travail), où elle avait pour mandat de défendre le respect des obligations protectrices du droit du travail pour les personnels de l'EPSM d'Allonnes.
Son premier engagement politique date de l'année 2020, année durant laquelle elle figura en troisième position sur la liste citoyenne Le Mans en Commun, soutenue par La France insoumise, le Parti communiste français, le Parti de gauche et Ensemble lors des élections municipales au Mans. Cette liste faisait alors face à celle du maire sortant, Stéphane Le Foll, ancien ministre sous le quinquennat de François Hollande.
Par la suite, elle s'engage avec d'anciens membres de la liste Le Mans en Commun dans la création d'un collectif de veille citoyenne des instances municipales et communautaires, Le Mans Collectif Citoyen.
Lors des élections départementales de 2021, elle est candidate suppléante dans le canton Le Mans 7 - Allonnes, aux côtés d'Élen Debost (écologiste) et de Gilles Leproust (Maire PCF d'Allonnes), conseillers départementaux sortants réélus au nom d'une coalition d'union de la gauche "UNI.E.S", soutenue par La France insoumise, Europe Écologie Les Verts, le Parti communiste français et le groupe Citoyen, Écologique et Solidaire (CÉS), constitué autour de la députée socialiste Marietta Karamanli.
À l'automne 2021, après avoir apporté son soutien et voté pour Sandrine Rousseau à la primaire des écologistes et après la défaite de cette dernière contre Yannick Jadot, elle a fait le choix de rejoindre la France insoumise afin de soutenir et participer à la campagne présidentielle de Jean-Luc Mélenchon en Sarthe. Elle est rapidement devenue porte-parole de La France insoumise sur la 4e circonscription de la Sarthe.
Dans le cadre de la constitution de la Nouvelle Union populaire écologique et sociale (NUPES), la 4e circonscription de la Sarthe avait dans un premier temps été attribuée au Parti socialiste et à la députée sortante, Sylvie Tolmont. Cependant, cette dernière refusant de s'inscrire dans la NUPES, le Parti socialiste lui a retiré l'investiture et Élise Leboucher a donc été désignée comme candidate de la NUPES avec une suppléante, Florence Gibert, militante d'Europe Écologie Les Verts. Elle est élue députée avec une avance de 87 voix, face au candidat du RN — Raymond de Malherbe. 
C'est de justesse encore qu'elle retrouve son siège de députée de cette circonscription à la suite des élections législatives anticipées des 30 juin et 7 juillet 2024, ayant bénéficié de 50,23% des voix exprimées en tant que candidate investie par le Nouveau Front populaire, à la suite du désistement de la candidate Ensemble pour la République, Sylvie Casenave-Péré, face à la candidate du Rassemblement national, Marie-Caroline Le Pen. La candidate d'extrême-droite, sœur de Marine Le Pen, avait en effet été parachutée par le RN en Sarthe dans le but de remporter des circonscriptions jugées stratégiques pour conduire à une victoire électorale de l'extrême-droite au niveau national.

## Mandat de députée
Elle est membre du groupe des députés de La France insoumise. Durant son premier mandant entre juin 2022 et juillet 2024, elle siège d'abord comme membre de la commission des affaires étrangères. Après sa réélection en juillet 2024, elle siège à la commission des affaires sociales de l'Assemblée nationale.
Elle est également membre de la Délégation pour les droits des femmes de l'Assemblée nationale, co-présidente du groupe d'étude sur l'autisme et membres de plusieurs autres groupes d'étude sur l'accès aux soins, la lutte contre la désertification médicale, la fin de vie la lutte contre les violences intrafamiliales et sur le handicap.
Ses principaux sujets de travail sont : la psychiatrie, l'accès aux soins, la défense des droits des femmes, le handicap, les services publics de proximité, la défense de l'emploi local, la lutte contre la pauvreté et la défense des droits humains fondamentaux. 
Au printemps 2024, elle fut également membre de la Commission spéciale visant à examiner un premier projet de loi visant à ouvrir un droit d'aide active à mourir et à renforcer l'accès aux soins palliatifs sur tout le territoire national. Au sein de cette commission, elle fut co-porte-parole de son groupe parlementaire LFI-NFP. Les travaux de cette commission ont été suspendus par la dissolution de l'Assemblée nationale décidé par le Président de la République, Emmanuel Macron.
Au début de l'année 2025, une nouvelle double proposition de loi transpartisane soutenue par 260 députés a été inscrite à l'ordre du jour des travaux de l'Assemblée pour un examen en première lecture en avril et en mai 2025. Le premier texte portant sur le renforcement des soins palliatifs et le second sur l'aide active à mourir. Élise Leboucher a été choisie pour être l'une des co-rapporteure du second projet de loi sur l'aide à mourir, à la demande du rapporteur général de ce texte, le député MODEM, Olivier Falorni.